# Nalliers (Vendée)
Nalliers település Franciaországban, Vendée megyében. Lakosainak száma 2372 fő (2022. január 1.). Nalliers Saint-Étienne-de-Brillouet, Chaillé-les-Marais, Moreilles, Mouzeuil-Saint-Martin, Saint-Aubin-la-Plaine, Sainte-Gemme-la-Plaine és Sainte-Radégonde-des-Noyers községekkel határos.

## Népesség
A település népességének változása:
| Lakosok száma | 2313 | 2315 | 2365 | 2315 | 2306 | 2310 | 2333 | 2353 | 2372 |
|               | 2013 | 2015 | 2016 | 2017 | 2018 | 2019 | 2020 | 2021 | 2022 |